# Boissey, Ain

Boissey este o comună în departamentul Ain din estul Franței.